# Yahoo! 360°
Yahoo 360° a fost un serviciu al rețelei Yahoo care constă în realizarea unei pagini personale în care se introduceau date personale precum preferințe muzicale, hobby, data nașterii, localitatea, etc, dar și poze. Astfel, pagina aceasta intra în rețeaua Yahoo, iar cu ajutorul ei utilizatorii puteau cunoaște și adăuga noi prieteni într-o listă de prieteni.
Yahoo! 360° Plus Vietnam a funcționat din 2008 până în 17 ianuarie 2013.